# جووانی اینورنیتزی (قایقران روئینگ)
جووانی اینورنیتزی (ایتالیایی: Giovanni Invernizzi؛ ۱۷ ژوئن ۱۹۲۶ – ۱۶ اکتبر ۱۹۸۶) قایقران روئینگ اهل ایتالیا بود.
وی در مسابقات کشوری و بین‌المللی در مجموع برندهٔ ۴ مدال طلا شده‌است.